# Hélicoptères Guimbal
Hélicoptères Guimbal ist ein Hersteller von zweisitzigen, einmotorigen Hubschraubern mit Sitz am Flughafen Aérodrome des Milles (ICAO-Code: LFMA) in Aix-en-Provence.

## Geschichte

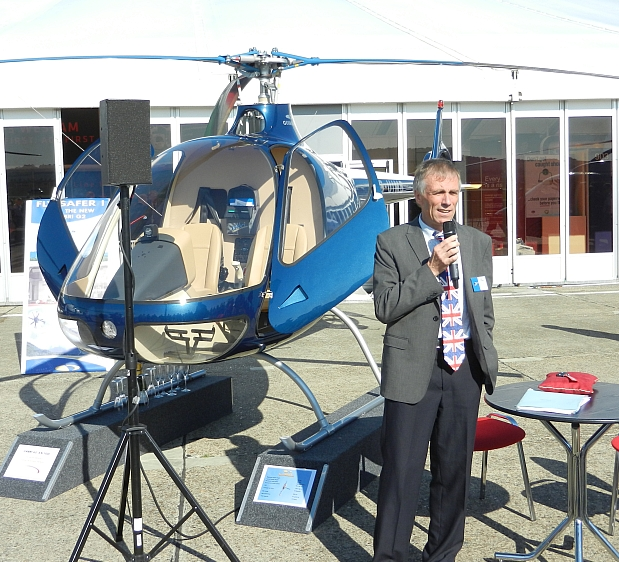
Bruno Guimbal vor einer Cabri G2

Das Unternehmen wurde im Jahr 2000 von Bruno Guimbal und anderen Teilhabern (u. a. Sofipaca) gegründet. Guimbal war selbst bei dem Hubschrauberhersteller Aérospatiale (heute: Airbus Helicopters) tätig. In Produktion befindet sich derzeit (2010) nur die Cabri G2, gemeinsam mit Airbus Defence and Space wird das UAV Orka-1200 entwickelt.
Am 29. Dezember 2009 wurden neue Investoren (iXcore, ACE Management) in das Unternehmen eingebracht, welche EUR 1,8 Millionen investierten um die Produktionsmöglichkeiten zu erweitern.

## Produkte
- Cabri G2 (Einmotoriger, zweisitziger Hubschrauber mit Kolbenmotorantrieb)